# کوپا ریو ۱۹۵۱
کوپا ریو ۱۹۵۱ اولین دوره کوپا ریو، اولین تورنمنت بین قاره‌ای فوتبال باشگاهی با حضور تیم‌هایی از اروپا و آمریکای جنوبی بود که از ۷ تا ۳۰ تیر ۱۳۳۰ در ریو دو ژانیرو و سائوپائولو برگزار شد. باشگاه‌های شرکت‌کننده به دو گروه چهار تیمی تقسیم شدند که به صورت تک‌بازی باهمدیگر روبرو شدند.
در این مسابقات بازیکنانی مانند واوا، آدمیر از واسکو دوگاما، جیر دا روزا پینتو از پالمیراس، خوزه سانتاماریا، والتر تایبو، آنیبال پاز، لوئیس ولپی از ناسیونال، برانکو استانکوویچ، رایکو میتیچ از ستاره سرخ بلگراد، جیامپیرو بونیپرتی، کارل اوگه پرست و یان هانسن از یوونتوس، خوزه تراواسوس از اسپورتینگ لیسبون و لنارت ساموئلسون و آنتوان بونیفاسی از نیس بازی کردند. مربی یوونتوس گئورگی سروسی افسانه‌ای مجارستانی بود.
فینال مسابقات در قالب دو بازی رفت و برگشت با تیم برزیلی پالمیراس و یوونتوس ایتالیا برگزار شد. پالمیراس درمجموع با نتیجه ۳–۲ برنده شد و به اولین جام کوپا ریو دست یافت.

## شرکت کنندگان
| تیم              | نحوه صعود                         |
| ---------------- | --------------------------------- |
| آستریا وین       | قهرمان بوندس‌لیگا اتریش ۱۹۴۹-۵۰    |
| واسکو دوگاما     | قهرمان جام کاریوکا ۱۹۵۰           |
| پالمیراس         | قهرمان جام پائولیستا ۱۹۵۰         |
| نیس              | قهرمان لیگ ۱ فرانسه ۱۹۵۰-۵۱       |
| یوونتوس          | قهرمان سری آ ایتالیا ۱۹۴۹-۵۰      |
| اسپورتینگ        | قهرمان لیگ برتر پرتغال ۱۹۵۰-۵۱    |
| ناسیونال         | قهرمان لیگ برتر اروگوئه ۱۹۵۰      |
| ستاره سرخ بلگراد | قهرمان لیگ دسته اول یوگسلاوی ۱۹۵۱ |

## ورزشگاه‌ها
| ریو دو ژانیرو    | سائو پائولو      |
| ---------------- | ---------------- |
| ورزشگاه ماراکانا | ورزشگاه پاکائمبو |
| گنجایش: ۱۵۰،۰۰۰  | گنجایش: ۷۱،۰۰۰   |
|                  |                  |

## مرحله گروهی

### گروه ۱: ریو دو ژانیرو
| تیم          | بازی | برد | تساوی | باخت | گل زده | گل خورده | تفاضل | امتیاز |
| ------------ | ---- | --- | ----- | ---- | ------ | -------- | ----- | ------ |
| واسکو دوگاما | ۳    | ۳   | ۰     | ۰    | ۱۲     | ۳        | ۹     | ۶      |
| آستریا وین   | ۳    | ۲   | ۰     | ۱    | ۷      | ۶        | ۱     | ۴      |
| ناسیونال     | ۳    | ۱   | ۰     | ۲    | ۴      | ۸        | -۴    | ۲      |
| اسپورتینگ    | ۳    | ۰   | ۰     | ۳    | ۴      | ۱۰       | -۶    | ۰      |

| آستریا وین | ۴–۰ | ناسیونال |
| ---------- | --- | -------- |
|            |     |          |

| واسکو دوگاما | ۵–۱ | اسپورتینگ |
| ------------ | --- | --------- |
|              |     |           |

| ناسیونال | ۳–۲ | اسپورتینگ |
| -------- | --- | --------- |
|          |     |           |

| واسکو دوگاما | ۵–۱ | آستریا وین |
| ------------ | --- | ---------- |
|              |     |            |

| اسپورتینگ | ۱–۲ | آستریا وین |
| --------- | --- | ---------- |
|           |     |            |

| واسکو دوگاما | ۲–۱ | ناسیونال |
| ------------ | --- | -------- |
|              |     |          |

### گروه ۲: سائو پائولو
| تیم              | بازی | برد | تساوی | باخت | گل زده | گل خورده | تفاضل | امتیاز |
| ---------------- | ---- | --- | ----- | ---- | ------ | -------- | ----- | ------ |
| یوونتوس          | ۳    | ۳   | ۰     | ۰    | ۱۰     | ۴        | ۶     | ۶      |
| پالمیراس         | ۳    | ۲   | ۰     | ۱    | ۵      | ۵        | ۰     | ۴      |
| نیس              | ۳    | ۱   | ۰     | ۲    | ۴      | ۷        | -۳    | ۲      |
| ستاره سرخ بلگراد | ۳    | ۰   | ۰     | ۳    | ۴      | ۷        | -۳    | ۰      |

| پالمیراس | ۳–۰ | نیس |
| -------- | --- | --- |
|          |     |     |

| یوونتوس | ۳–۲ | ستاره سرخ بلگراد |
| ------- | --- | ---------------- |
|         |     |                  |

| نیس | ۲–۳ | یوونتوس |
| --- | --- | ------- |
|     |     |         |

| پالمیراس | ۲–۱ | ستاره سرخ بلگراد |
| -------- | --- | ---------------- |
|          |     |                  |

| ستاره سرخ بلگراد | ۱–۲ | نیس |
| ---------------- | --- | --- |
|                  |     |     |

| پالمیراس | ۰–۴ | یوونتوس |
| -------- | --- | ------- |
|          |     |         |

## مرحله حذفی

### نیمه نهایی

#### دور رفت
| آستریا وین | ۳–۳ | یوونتوس |
| ---------- | --- | ------- |
|            |     |         |

| واسکو دوگاما | ۱–۲ | پالمیراس |
| ------------ | --- | -------- |
|              |     |          |

#### دور برگشت
| یوونتوس | ۳–۱ | آستریا وین |
| ------- | --- | ---------- |
|         |     |            |

| پالمیراس | ۰–۰ | واسکو دوگاما |
| -------- | --- | ------------ |
|          |     |              |

### فینال
| پالمیراس    | ۱–۰   | یوونتوس |
| ----------- | ----- | ------- |
| رودریگز ۲۰' | گزارش |         |

| یوونتوس                | ۲–۲   | پالمیراس                    |
| ---------------------- | ----- | --------------------------- |
| - پرست ۱۸' - هانسن ۶۳' | گزارش | - رودریگز ۴۷' - لیمینها ۷۷' |

| یوونتوس | پالمیراس |

| GK        |  | جووانی ویولا      |
| DF        |  | کارلو پارولا      |
| DF        |  | سرجو ماننته       |
| DF        |  | آلبرتو برتوکچلی   |
| DF        |  | آلبرتو پیکچنینی   |
| MF        |  | کارل اوگه هانسن   |
| FW        |  | جاکومو ماری       |
| FW        |  | جیامپیرو بونیپرتی |
| FW        |  | کارل اوگه پرست    |
| FW        |  | یان هانسن         |
| FW        |  | ارمس موکچنلی      |
| Manager:  |  |                   |
| جسی کارور |  |                   |

| GK             |  | فابیو             |  |                 |
| DF             |  | سالوادور          |  |                 |
| DF             |  | جوونال            |  |                 |
| DF             |  | تولیو             |  |                 |
| DF             |  | لوئیس ویلا        |  |                 |
| MF             |  | دما               |  |                 |
| FW             |  | ادواردو لیما      |  |                 |
| FW             |  | پونس ده لئون      |  | Substituted off |
| FW             |  | لیمینها           |  |                 |
| FW             |  | جیر               |  |                 |
| FW             |  | فرانسیسکو رودریگز |  |                 |
| Substitutes:   |  |                   |  |                 |
| FW             |  | کانهوتینیو        |  | Substituted in  |
| Manager:       |  |                   |  |                 |
| ونتورا کامبیون |  |                   |  |                 |